# Tricoceps guineensis
Tricoceps guineensis är en insektsart som beskrevs av Peláez 1935. Tricoceps guineensis ingår i släktet Tricoceps och familjen hornstritar. Inga underarter finns listade i Catalogue of Life.